# Acanthobrama lissneri
Acanthobrama lissneri is een  straalvinnige vissensoort uit de familie van eigenlijke karpers (Cyprinidae). De wetenschappelijke naam van de soort is voor het eerst geldig gepubliceerd in 1952 door Tortonese.
De soort staat op de Rode Lijst van de IUCN als niet bedreigd, beoordelingsjaar 2006, de omvang van de populatie is volgens de IUCN stabiel.